# グレッグ・ポポヴィッチ
グレッグ・チャールズ・ポポヴィッチ（Gregg Charles Popovich, 1949年1月28日 - ）は、アメリカ合衆国の北米プロバスケットボールリーグNBAの指導者。インディアナ州イーストシカゴ出身。1996年からヘッドコーチとしてサンアントニオ・スパーズを率い、5度の優勝に導き、NBA歴代最多勝利数を記録している名将として知られる。愛称は"Pop"。

## 経歴

### 空軍
父がセルビアの降下兵だったポポヴィッチは、アメリカ空軍士官学校に入隊し、ソビエト研究を専攻、1970年に卒業した。士官候補生時代には士官学校のバスケットボールチームで4シーズンプレイし、最終学年の時にはキャプテンとしてチームを率いた。
卒業後5年間の兵役に就いたポポヴィッチはヨーロッパに赴き、空軍のチーム（the U.S. Armed Forces Team）と共に東ヨーロッパやソビエトのチームと試合を行っている。チームのキャプテンとなったポポヴィッチは、1972年、チームをアマチュア・アスレチック・ユニオンのチャンピオンシップに導き、この時のプレイが評価され、ポポヴィッチは士官学校チームのアシスタントコーチに就き、コーチとしてのキャリアを歩み始めた。当時の士官学校チームのヘッドコーチだったハンク・イーガンは、後にサンアントニオ・スパーズのヘッドコーチに就いたポポヴィッチのもとでアシスタントコーチを務めることになる。アシスタントコーチを務める傍ら、ポポヴィッチはデンバー大学に通い、体育とスポーツ科学の修士号を取得している。

### ラリー・ブラウンとの出会い
1979年にはクレアモント大学男子バスケットボールチームのヘッドコーチに就任。この頃にカンザス大学のヘッドコーチだったラリー・ブラウンと親交を深め、1985-86シーズンには一時クレアモント大学を離れ、ラリー・ブラウンのアシスタントコーチを務めながら彼のコーチ術を学んだ。

### NBAへ
1988年、ポポヴィッチはサンアントニオ・スパーズのヘッドコーチに就任したラリー・ブラウンにアシスタントコーチとして招かれ、NBAでのキャリアをスタートさせた。この時、同じくアシスタントコーチとして、現GMのR・C・ビュフォードがスパーズに加入している。当時低迷していたスパーズはブラウン体制の2年目の1989-90シーズンには大きく躍進し、ブラウンとポポヴィッチは見事にチームの再建を果たした。1991-92シーズン中にブラウンがチームを離れたため、ポポヴィッチも翌1992-93シーズンからはゴールデンステート・ウォリアーズに移り、こちらも名将の誉れ高いドン・ネルソンのもとでアシスタントコーチを務めた。

### スパーズGM
1994年、ポポヴィッチはスパーズのジェネラル・マネージャーに就任する。ポポヴィッチに求められたものはラリー・ブラウンの退任後、成長が横ばい状態にあるスパーズを優勝できるチームにすることだった。スパーズは新たにボブ・ヒルをヘッドコーチに迎え、さらにポポヴィッチがウォリアーズのアシスタントコーチをしていた頃から目を付けていたポイントガードのエイブリー・ジョンソンと契約。この年、現在のGMであるR・C・ビュフォードをスカウトとして、後にアシスタントコーチとして長年ポポビッチを支え、2013年にアトランタ・ホークスのヘッドコーチになったマイク・ビューデンホルツァーをビデオコーディネーターとして雇い入れている。
ポポヴィッチがGMに就いて1年目の1994-95シーズンにスパーズは62勝20敗と大きく成績を伸ばし、翌1995-96シーズンはチームに不和をもたらしていたデニス・ロッドマンを殆ど無償でシカゴ・ブルズにトレードし放出し (見返りでウィル・パデューを獲得) 、大ベテランの域に達していたドミニク・ウィルキンスを獲得するなどのチーム改革を行い、59勝23敗の好成績を収めた。しかし優勝どころかファイナルにも出場することができず、さらに1996-97シーズンには大黒柱のデビッド・ロビンソンがシーズンの大半を欠場したため、チームはシーズン序盤から大きく負け越した。業を煮やしたポポヴィッチはボブ・ヒルをヘッドコーチから解任し、自らヘッドコーチに就任した。

### スパーズHC
ヘッドコーチに就任したものの、デビッド・ロビンソンの不在は如何ともし難く、スパーズはこのシーズン20勝62敗という散々な内容だったが、この結果がスパーズとポポヴィッチに大きな幸運をもたらした。それは1997年のNBAドラフト1位指名権の獲得だった。ポポヴィッチは迷うことなくこの1位指名権をウェイク・フォレスト大学のビッグマン、ティム・ダンカンに行使した。
デビッド・ロビンソンとティム・ダンカンのインサイドコンビはツインタワーと呼ばれ、他チームの脅威となった。またロビンソンは自らダンカンのサポートに回り、以後ポポヴィッチはダンカンを中心としたチーム造りを進めていく。そしてポポヴィッチはダンカンと共に、スパーズの栄光の時代を築き上げていくことになる。

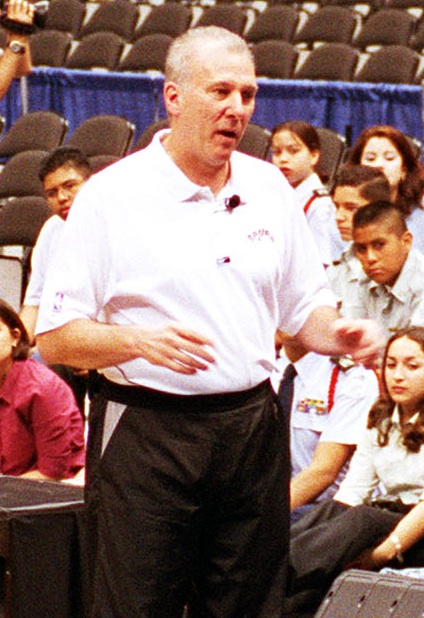
2000年3月に地域の学校で講演をするポポビッチ

 1998-99シーズン は、ダンカンにロビンソン、エイブリー・ジョンソン、ショーン・エリオット、更に優勝経験者のマリオ・エリーとスティーブ・カーを獲得するなど、充実したメンバーが揃ったスパーズは、ダンカン獲得から2年目にして、早くも大きな成果をあげた。スパーズはプレーオフを勝ち抜き、ついにチーム史上初となるファイナルに進出。そしてニューヨーク・ニックスを4勝1敗で破り、念願の優勝を果たした。しかしこのシーズンはロックアウトの影響でレギュラーシーズンは50試合しか行われず、スパーズの優勝は「本当の優勝ではない」という声もあがった。周囲の雑音を打ち消すためにもスパーズとポポヴィッチには連覇の期待が掛かったが、リーグはシャキール・オニールとコービー・ブライアントを擁したロサンゼルス・レイカーズによる支配が始まり、スパーズは雌伏の時を迎えた。

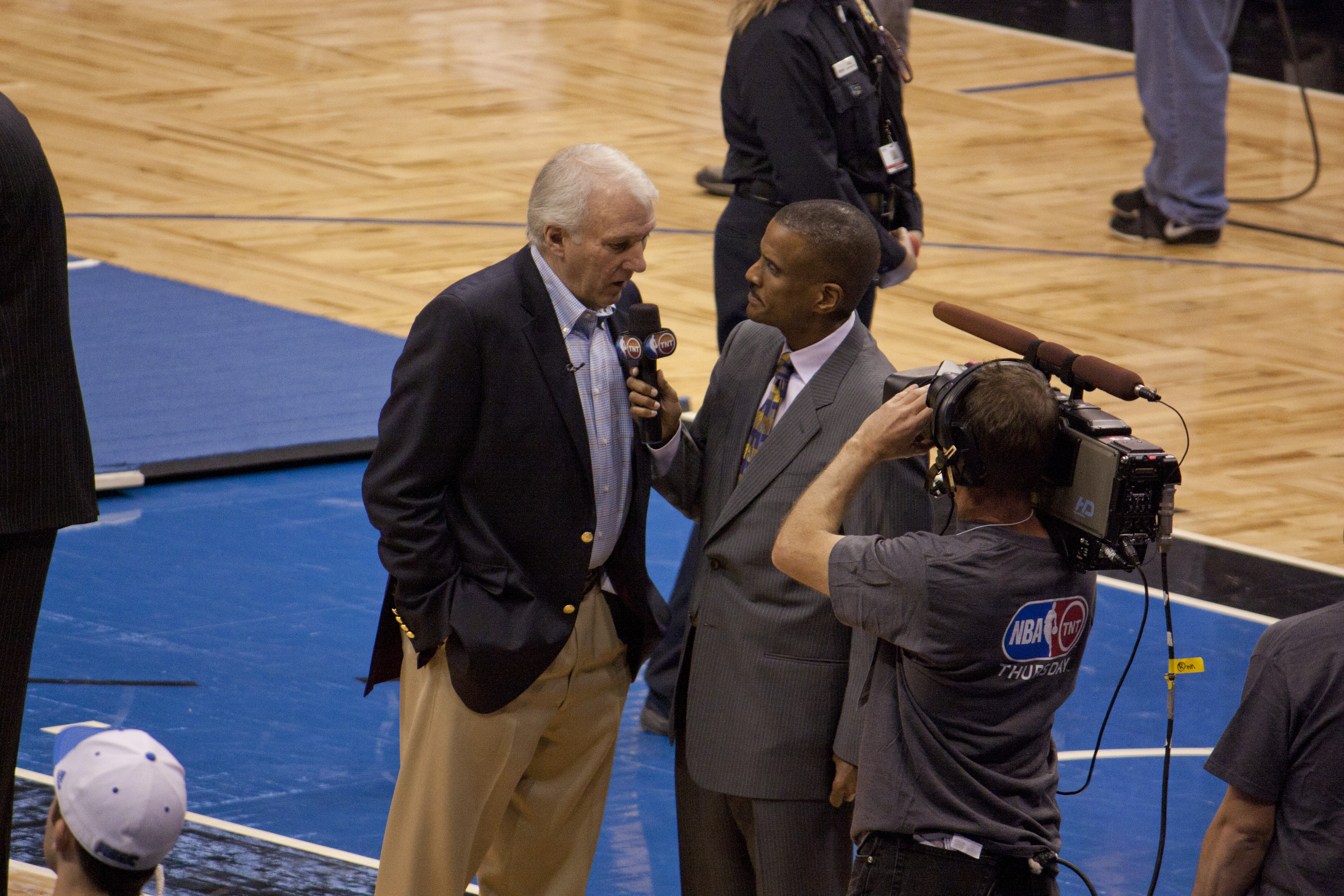
デビッド・オルドリッジにインタビューを受けるポポビッチ

 1999-2000シーズン 、 2000-01シーズン は、レイカーズが1999-2000シーズンから2001-02シーズンにかけて3連覇を達成するが、スパーズはこの間プレーオフで2度レイカーズの前に苦杯を舐めさせられた。スパーズの主要バックコートメンバーが高齢化し、ポポヴィッチはチームの再編を迫られた。そこでポポヴィッチが目を向けたのが海外だった。リーグは1990年代からすでにグローバリゼーションが進んでいたが、ポポヴィッチもアメリカ国外の選手の受け入れに積極的だった。それはポポヴィッチが空軍時代のヨーロッパでのプレイ経験が影響していた。またドン・ネルソンのもとでアシスタントコーチをしていた時にはスカウトのため、わざわざドイツで開催された欧州選手権に視察にいっている。
 2000-01シーズン 、フランス出身のトニー・パーカーを獲得し、さらに守備職人のブルース・ボウエンやスコアラーのスティーブン・ジャクソンを迎え入れ、ポポヴィッチはチームの再編を開始した。
 2002-03シーズン 、更に待ち望んでいたアルゼンチン出身のマヌ・ジノビリが入団しチーム層はより深くなっていった。スパーズは60勝22敗の成績を収め、勝率でリーグ1位となった。ポポヴィッチは最優秀コーチ賞に選ばれた。プレーオフではカンファレンス準決勝で仇敵レイカーズを破ると、カンファレンス決勝では元上司であるドン・ネルソン率いるダラス・マーベリックスを退け、4シーズンぶりにファイナルに進出。ニュージャージー・ネッツを4勝2敗で降し、スパーズとポポヴィッチは2度目の優勝を遂げた。長らくスパーズを支えてきたロビンソンはこの優勝をもって引退し、以後スパーズはダンカン、ジノビリ、パーカーを中心としたビッグスリーと呼ばれるチームとなる。オフにはラリー・ブラウンの招きに応じ、アメリカ代表のアシスタントコーチとしてアテネ五輪に参加。しかし決勝ではスパーズ所属のジノビリ率いるアルゼンチン代表に破れ、アメリカ代表はドリームチーム結成以来初めて金メダルを逃した。
 2003-04シーズン のプレーオフは、大幅な補強を行ったレイカーズの前に敗退。
 2004-05シーズン シーズンはプレーオフを勝ち進み、ファイナルに進出。対戦相手はポポヴィッチの恩師であるラリー・ブラウン率いるデトロイト・ピストンズだった。お互いディフェンスを重視したチームのためシリーズは激しい肉弾戦となった。第7戦までもつれた末、スパーズはピストンズを降し、ポポヴィッチは師弟対決を制した。
 2005-06シーズン にスパーズはチーム史上最高勝率となる63勝19敗の成績を収め、スパーズには初の連覇の期待が掛かった。カンファレンス準決勝ではダラス・マーベリックスと対決。マーベリックスのヘッドコーチはかつてポポヴィッチが引き抜いたエイブリー・ジョンソンだった。シリーズは第7戦までもつれた末に、スパーズはマーベリックスの軍門に降った。
 2006-07シーズン にはファイナルまで勝ち進み、クリーブランド・キャバリアーズと対戦。キャバリアーズを率いるのはポポヴィッチのもとでアシスタントコーチをしていたマイク・ブラウンヘッドコーチ。スパーズは4戦全勝でキャバリアーズを降し、4度目の優勝を飾った。
 2007-08シーズン は、例年通りシーズンでは安定した戦いを見せ56勝をあげ、プレーオフに進み、フェニックス・サンズ、ニューオリンズ・ホーネッツを破り、カンファレンスファイナルへと駒を進めたが、このシーズン、シックスマン賞受賞のジノビリがプレーオフ一回戦のサンズ戦で左足首を負傷しており、カンファレンス決勝のロサンゼルス・レイカーズ戦ではその怪我の影響で力が出し切れず意外なほどあっさりと敗れ、またしても連覇を逃した。この年のプレーオフ時点でのロースターの平均年齢は32歳を超えており、チームの若返りがオフの課題となったが、主要な補強は、ロジャー・メイソンとの契約、ジョージ・ヒルのドラフトでの加入程度にとどまった。
 2008-09シーズン は、ジノビリの故障欠場を新加入のロジャー・メイソンらで凌いだものの、チームの勝利数は昨年を下回った。しかしながら、このシーズンで、50勝以上を10年間続けたことになる。プレーオフでもジノビリ不在が響き、ダラス・マーベリックスに破れ、2000年以来の1回戦敗退となった。この年あたりから、衰えが見え始めたダンカン一人に頼るスタイルは、終わりを告げざるを得ず、パーカー、ジノビリとのビッグ3に、プラスアルファーを求めて、オフには、主力選手の負担軽減を目指し、久々の主力級トレードでリチャード・ジェファーソンを獲得した。
 2009-10シーズン は、ディフェンスの要であるブルース・ボウエンの引退と、リチャード・ジェファーソンが、期待した活躍ができず、またパーカーが怪我のため出場試合数が56に止まり、平均得点も前年より大きく下げた。パーカーの怪我により大幅に出場時間を増やしたジョージ・ヒルが期待を上回る活躍を見せ、なんとか50勝は確保し、50勝以上のシーズンの継続記録を11年に伸ばした。プレーオフには第7シードで進出し、ダラス・マーベリックスを破り2回戦へと進めたものの、フェニックス・サンズにあっさりとスィープされシーズンを終えた。オフシーズンにはポポビッチは、ジェファーソンに対し、オフの夏を優雅に過ごしこのまま冴えない状態で終わるのか、夏に鍛え次のステップに進むのか迫り、ジェファーソンはハードワークを選び、スパーズに残留した。
 2010-11シーズン は、ジノビリを中心に、パーカー、ダンカンとまさにビッグスリー体制で臨み、夏の練習成果でジェファーソンも3ポインターとして復活を見せた。ダンカンの負担軽減策でプレー時間を減らしたにもかかわらず、ポポビッチのチームプレーを重視した采配は安定しており、結果的に61勝21敗と強さを見せつけウェスタンカンファレンス第1シードでプレイオフに突入した。アップテンポで攻撃的な試合展開も取り入れ、得点力は確実に上がった反面、スパーズの最大の強みである強固なディフェンスに隙が見えることも屡々あり、チーム状況は万全とは言い切れないものであった。ジノビリが、右肘を負傷しプレイオフ初戦を欠場し、次戦からも万全な状態でプレーすることができず、またリチャード・ジェファーソンの不振も響き、1戦目で、メンフィス・グリズリーズにグリズリーズ史上初めてのプレイオフでの勝利を許し、そのままグリズリーズの勢いを止められずに2勝4敗で一回戦敗退した。プレイオフで第1シードチームが8位チームに敗退することは、ファーストラウンドが7試合制になって以降としては史上2度目となる失態であった。中心メンバーがベテラン揃いになり、シーズンでは力を発揮するものの長いシーズン後のプレイオフでは疲労が取れずに力を発揮できないシーズンが多くなってきた事と本来のディフェンス力を取り戻すことが課題として残った。しかし、一方で、ポポビッチは、ジョージ・ヒル、デュワン・ブレア、ゲイリー・ニール、ダニー・グリーンなど他チームからさほど注目されなかった好選手を見い出し育てる目利きぶりを発揮しつつ、若返りを進めた。
 2011-12シーズン は、順調に成長を遂げてきたジョージ・ヒルの故郷インディアナでの更なる飛躍と、近年不安材料となっていたディフェンス力の立て直しを図るためインディアナ・ペイサーズの2012年ドラフト一巡目指名のカワイ・レナードとジョージ・ヒルとのトレードを敢行した。更に、カナダ人ポイントガードのコーリー・ジョセフを1巡目指名獲得した。補強ではパーカーの控えとなるポイントガードのT・J・フォードと契約した。1998年以来のロックアウトでレギュラーシーズンは全66試合と短縮された。開幕後ジノビリの利き手左手の骨折と、ニューヨーク・ニックス戦でバロン・デイビスと衝突した際に古傷を悪化させたことからT・J・フォードの突然の引退などアクシデントはあったものの、ベテラン陣の安定した働きと、ティアゴ・スプリッターを筆頭に若手も順調に実力を伸ばし、ルーキーカワイ・レナードも経験不足ながら期待通りのディフェンス力を発揮し、序盤、中盤を勝率約7割で安定して乗り切った。更にシーズン途中のトレード・デッドライン直前には、総合的な貢献に限界が感じられたリチャード・ジェファーソンのトレードで、2002-2003シーズンチャンピオンメンバーのスティーブン・ジャクソンを獲得し、その後も、リーグ屈指のユーティリティープレーヤーのボリス・ディアウ、パーカーの控えとなるポイントガードにパティ・ミルズと契約を結び、スパーズ史上最も層の厚いロースターを作り上げた。終盤、補強選手がチームにかみ合うと、シーズン途中42勝16敗となった時点で2年連続18度目のサウスウエスト地区優勝を飾り、残り2試合となった時点で48勝16敗でウエスタンカンファレンスのプレーオフ第1シード権を得た。最終的にレギュラーシーズンを50勝16敗で乗り切り、ロックアウトで短縮されたシーズンであったにもかかわらず50勝以上のシーズン継続記録を13年に伸ばした。また、前回のロックアウトシーズンも含め勝率61%以上（50勝以上相当）のシーズンと、プレーオフ進出は、15年連続となった。このシーズンでは、2度にわたり11連勝後に、ビッグスリーを一度に休ませる策に出て、連勝は伸ばせなくとも、選手全員が、良い体調を維持しプレーオフへ突入する体勢を作り、自身2度目の最優秀監督賞に輝いた。1回戦は、第8シードのユタ・ジャズとの対戦となったが、レギュラーシーズンを10連勝で終えた勢いのままに、4戦連勝し、難なくスイープし、続く2ndラウンドでは、クリス・ポールの加入と、ブレイク・グリフィンの成長により、2006年以来のカンファレンス・セミファイナルへ進出したロサンゼルス・クリッパーズにも4連勝した。カンファレンス・ファイナルでは、ケビン・デュラント、ラッセル・ウェストブルック率いるオクラホマシティ・サンダーとの対戦となり、ホームコートで、幸先良く連勝し、連勝を20に延ばした。しかしながらアウェイでの3戦目を、サンダーのフィジカルなディフェンスにオフェンスリズムを狂わせ大差で落とすと、波に乗ったサンダーの勢いを止める事が出来ず、そのまま4連敗し、2007年以来のカンファレンス優勝を果たすことは出来なかった。
 2012-13シーズン は、アシスタントコーチのジャック・ヴォーンが、オーランド・マジックのヘッドコーチとして転出するなど、コーチ陣に移籍があったが、新ロースターは、フランスナショナルチーム代表のナンド・デ・コロを加えた程度で、昨シーズンと殆ど変わりのない陣容で開幕を迎えた。11月下旬の長期ロードで、スパーズは、TNTによる全米テレビ放送のあった29日のマイアミ・ヒート戦で、ダンカン、パーカー、ジノビリ、グリーンの主力4選手を遠征から一足先にホームに帰らせ休養を与えた件で、リーグから25万ドルの制裁金処分を受けた。ポポビッチは、予てから主力に休養を与える戦術を用いており、デビッド・スターンの決定については「残念」であるとしたが、テレビ放映権に関わる過密日程が問題視される中では、今後も選手を休養させる可能性のある事を示唆している。総力戦で例年通りの安定した戦いを続け、50勝以上のシーズンを14年連続とした。58勝24敗と60勝には届かなかったが、ウェスタンカンファレンス第2シードで、16シーズン連続でプレーオフ進出を決めた。1st ラウンドは、コービー・ブライアント（アキレス腱断裂）を筆頭に、主力の故障による離脱が続いた第７シードのレイカーズとの対戦となり、労することなく4戦全勝でスイープした。第2ラウンドは、ゴールデンステート・ウォリアーズとの対戦となった。4勝2敗でカンファレンスファイナルへ進み、メンフィス・グリズリーズをスイープする結果となり、2007年以来久々のカンファレンス優勝を飾った。ファイナルを前に、ポポヴィッチの下で16年間アシスタントコーチを務め、内6年間を第1アシスタントコーチを務めてきたマイク・ビューデンホルツァーが、来期のアトランタ・ホークスのヘッドコーチに就任することが発表された。ファイナルは、前年王座のヒートと対戦が最終戦までもつれる展開となり、近年希に見る接戦となったが、レブロン・ジェームズが本来の爆発力を取り戻し、また第6戦の勝利目前でのレイ・アレンのミラクルショットで形勢を逆転され、これまで4度のファイナル進出ではすべて優勝していたが、初めてファイナル敗退を喫した。
 2013-14シーズン は、アシスタントコーチのマイク・ビューデンホルツァーが、アトランタ・ホークス、ブレット・ブラウンが、フィラデルフィア・セブンティシクサーズのヘッドコーチとして転出したのに伴い、ヒューストン・ロケッツ、インディアナ・ペイサーズなどでアシスタントコーチの実績のあるジム・ボイレンを迎えた。ロースターは昨年とほぼ同じ顔ぶれにマルコ・ベリネッリを加え、ポポビッチの標榜するインターナショナルなバスケットを進化させシーズンをスタートした。このシーズン66試合目となるユタ・ジャズ戦を10連勝で勝利し、50勝以上のシーズンを15年連続とした。ここから連勝は更に続き、レギュラーシーズンのフランチャイズ新記録の19連勝まで到達した。4月12日、サンズ戦に勝利し、62勝18敗とし、プレイオフ全体の第１シードを確定した。続く2戦は主力を休養させ2敗し、62勝20敗でレギュラーシーズンを終えた。このシーズン、３回めの最優秀コーチ賞を獲得した。マイアミ・ヒートとの再戦となったNBAファイナルは、ポポヴィッチの標榜するシステマチックに組み立てられたチームバスケットを展開し、攻守共にヒートを圧倒し、2007年以来5度目のNBAチャンピオンに輝いた。このシーズンのスパーズのチームとしての完成度は極めて高く、殿堂入りを果たしているジェリー・ウェストは、メディアに、「ポポヴィッチ以上のヘッドコーチをみたことがない。」と語っている。
 2014-15シーズン のロデオ・ロード・トリップの2戦目のインディアナ・ペイサーズ戦を4クオーターで14点差から逆転勝利し、ヘッドコーチ、通算1,000勝利目を飾った。
 2015-16シーズン 、12月14日のユタ・ジャズ戦に勝利し、通算勝利数を1,043勝とし、リック・アデルマンの1,042勝を抜き、通算勝利数第8位となった。2016年1月27日、ポポヴィッチ自身通算4度目となるNBAオールスターゲームのヘッドコーチに選ばれた。レギュラーシーズンを67勝15敗のフランチャイズ記録、ホームゲームを40勝1敗のNBA記録で、デビジョン優勝を決めた。プレーオフファーストラウンドでは、メンフィス・グリズリーズをスイープし、7回戦制のプレーオフでは通算9回目となるシリーズスイープを達成し、フィル・ジャクソンの歴代最多記録を更新した。カンファレンス準決勝はオクラホマシティ・サンダーとの対戦となり、初戦は圧勝したものの、ダンカンの衰えから、サンダーのスティーブン・アダムス、エネス・カンターのビッグマン2人への対応に苦しみ、ケビン・デュラント、ラッセル・ウェストブルックのオールスターコンビに押し切られ、結果2勝4敗で敗退となった。
 2016-17シーズン 、11月18日のロサンゼルス・レイカーズ戦に勝利し、レギュラーシーズン通算勝利数を1,099勝(488敗)とし、ラリー・ブラウンの1,098勝を抜き、通算勝利数第7位となった。更に2017年2月2日のフィラデルフィア・76ers戦での 勝利で、ジェリー・スローンが持つ "1チームでの最多勝利数" に並ぶ通算1127勝に到達し、2月4日、通算1128勝の新記録を打ち立て2016-17シーズン終了時で1150勝まで伸ばした。プレーオフ、カンファレンスセミファイナルでヒューストン・ロケッツを破り、ウェスタン・カンファレンスの14チーム全てからプレーオフでの勝利を得た。
 2017-18シーズン 、11月5日、フェニックス・サンズ戦に勝利し、通算勝利数を1,156とし、フィル・ジャクソンを抜き単独6位となった。更に14日のアメリカン・エアラインズ・センターでのダラス・マーベリックス戦で97-91で勝利し、アウェイゲーム通算500勝を達成した。
 2020-21シーズン 、3月27日、ホームゲームでシカゴ・ブルズに勝利し、レギュラーシーズン通算1,300勝利を記録した。1335勝のドン・ネルソン、1332勝のレニー・ウィルキンスに次ぐ記録である。更にプレーオフ勝利数284勝を合わせるとNBA通算1,584勝で、歴代最高記録である。
 2021-22シーズン 
3月7日、ホームゲームでロサンゼルス・レイカーズに117-110で勝利し、レギュラーシーズン通算1,335勝利を記録し、ドン・ネルソンに並んだ。更にプレーオフ勝利数284勝を合わせるとNBA通算1,619勝で、歴代最高記録を更新した。3月11日、ユタ・ジャズ戦を104-102で勝利し、レギュラーシーズン2025試合で通算1,336勝利を記録し単独首位となった。
 2022-23シーズン 
 2023-24シーズン 
2023年7月8日、ポポビッチは5年間の契約延長に署名し、2027-28シーズンまでフランチャイズに留まることになった。
 2024-25シーズン 
2024年11月2日、ポポビッチ監督は脳卒中を起こした。2日後、彼がチームを無期限休職することが発表され、アシスタントコーチのミッチ・ジョンソンが暫定ヘッドコーチに就任した。2025年2月27日にスパーズの選手たちとのミーティングで、ポポビッチ監督はシーズン残りの期間、チームを率いないことを確認した。
2025年5月2日、スパーズはポポビッチが29シーズンを率いたスパーズのヘッドコーチを退任し、バスケットボール運営部門の社長に就任すると発表した。

## インターナショナル
2002年のFIBA世界選手権と2004年のオリンピックでアメリカ代表チームのアシスタントコーチをジョージ・カールヘッドコーチのもとで務めている。
2015年10月23日、ポポヴィッチは、アメリカ代表チームのヘッドコーチをマイク・シャシェフスキーから引き継ぎ就任することが決まり、2016年オリンピックから指揮を執る事となった。
2019年FIBAバスケットボール・ワールドカップ、米国代表チームは、国際的な大会中で史上最悪の結果となる7位でフィニッシュした。
ポポビッチは米国男子代表チームのヘッドコーチを務め、2020年東京オリンピックでフランスを87-82（2021年7月25日埼玉）でを破り、チームを金メダルに導いた。その後、同年12月に退任。後任はスティーブ・カーが務めることになった。

## 業績と指導方針
ポポヴィッチのチーム運営の手腕は高く評価されている。ポポヴィッチがジェネラルマネージャーに就任して以来スパーズはデビッド・ロビンソンが故障した1996-97シーズンを除いて勝率6割を下回ったことがなく、ヘッドコーチに就任してからは5度の優勝を飾っている。連覇がなく､ダンカンというNBA史上に残る名選手が存在するため、過小評価されることもあるがポポヴィッチがNBA史上でも有数の名将であることは敢えて述べるまでもない。
ヘッドコーチ就任後も選手の人事権を握っており、毎シーズン的確な補強を行い、2000年代前半には勝率を維持しながらチームの再編に成功している。ベテランを非常に重視しており、2007-08シーズン現在スパーズはリーグでも最も高齢のチームである。またアメリカ国外へのリサーチも積極的で、ポポヴィッチの動きはNBAのグローバル化を加速化させた。かつてスパーズの黄金期を支えた中心選手、ティム・ダンカン、マヌ・ジノビリ、トニー・パーカーは皆アメリカ以外の国籍を持っている（ティム・ダンカンはアメリカ領ヴァージン諸島とアメリカの二重国籍）。

### デプス
コーチとしてのポポヴィッチは非常に厳格として知られ、、戦術の一つ一つを細かに指導し、気の抜けたプレイを見せればたとえそれがスター選手であってもすぐに交代を言い渡す。「チームバスケット」を標榜するラリー・ブラウンにコーチ術を学んだだけあってポポヴィッチもハーフコートバスケットを中心としたシステマチックなバスケスタイルを好む。攻守共にチーム全体で臨むよう指導しており、ディフェンスではカバーディフェンスを、オフェンスではよりオープンな状態でシュートを打てるよう、もう一本のパスを出させることを徹底させている。特にディフェンスには力を入れており、スパーズの平均失点は毎シーズンリーグ上位にランクされている。ポポヴィッチの方針は彼の部下たちにも引き継がれており、エイブリー・ジョンソンやマイク・ブラウンが率いるチームもディフェンシブなチームである。また対戦チームに合わせて戦術を変える柔軟性も持ち合わせている。ポポビッチの下で選手、アシスタントを務め、その後ヘッドコーチとなった指導者は、P・J・カーリシモ、マイク・ブラウン、モンティ・ウィリアムズ、エイブリー・ジョンソン、ジャック・ヴォーン、マイク・ビューデンホルツァー、ブレット・ブラウン、イーメイ・ユドーカらがいる。なお、ウィリアムズとビューデンホルツァーは2021年のNBAファイナルで対戦し、ビューデンホルツァー率いるミルウォーキー・バックスが、50年振りのチャンピオンに就いている。

### ヘッドコーチとプレーヤー、アシスタントコーチの系譜
- P・J・カーリシモ(2007-08シアトル・スーパーソニックスHC)   2002-2007 アシスタントコーチ
- マイク・ブラウン(2003-05インディアナ・ペイサーズ,2005-10 クリーブランド・キャバリアーズHCなど)   2000-2003 アシスタントコーチ

　　　>>マイケル・マローン(サクラメント・キングス、デンバー・ナゲッツHC)
- モンティ・ウィリアムズ(ニューオーリンズ・ペリカンズHC) 1996-1998 プレーヤー/　2004-2005インターン

- ドック・リバース(オーランド・マジックHC) 2004-2006 プレーヤー
- エイブリー・ジョンソン(ダラス・マーベリックスHC)1991,1992-1993,1994-2001 プレーヤー
- ジャック・ヴォーン(オーランド・マジックHC)　2006-2009 プレーヤー　20010-2012　アシスタントコーチ
- ヴィニー・デル・ネグロ(シカゴ・ブルズHC)　2002-2008 プレーヤー
- スティーブ・カー(ゴールデンステート・ウォリアーズHC)　1998-2002,2002-2003 プレーヤー
- イーメイ・ユドーカ(ボストン・セルティックスHC)　2007-2009,20010-2011 プレーヤー　2112-2019 アシスタントコーチ
- マイク・ビューデンホルツァー(アトランタ・ホークスHC)　1996-2013　アシスタントコーチ
- クイン・スナイダー(ユタ・ジャズHC)　2007-2010 オースティン・トロス　ヘッドコーチ 2013-2014 アトランタ・ホークスアシスタントコーチ
- ブレット・ブラウン(フィラデルフィア・76サーズHC)　1998-1999,2002-2013、2022-　アシスタントコーチ
- ウィル・ハーディー（ユタ・ジャズHC) 2011-2016 ビデオコーディネーター 2016-2021アシスタントコーチ
- テイラー・ジェンキンス(メンフィス・グリズリーズHC)2007-2008選手育成、2008-2013オースティン・トロスAC,HC、2013-2019ビューデンホルツァーの下でAC

厳格なコーチはとかく選手から嫌われやすいが、ポポヴィッチはオフコートでは温和で気さくな人物であり､選手からの信頼も篤く不満が聞かれることは殆どない。
堅実な努力の重要性をメンバーに浸透させるためにポポビッチはジェイコブ・リースの以下の名言を引用している。
- パウンディング・ザ・ロック(Pounding the Rock)：「救いがないと感じたとき、私は石切工が岩石を叩くのを見に行く。おそらく100回叩いても亀裂さえできないだろう。しかしそれでも100と1回目で真っ二つに割れることもある。私は知っている。その最後の一打により岩石は割れたのではなく、それ以前に叩いたすべてによることを。」（“When nothing seems to help, I go look at a stonecutter hammering away at his rock, perhaps a hundred times without as much as a crack showing in it. Yet at the hundred and first blow it will split in two, and I know it was not that blow that did it, but all that had gone before.”）

### 戦術
スリーポイント、ハック戦術、の何れも嫌いであると述べているが、両戦術を最も有効に活用しているヘッドコーチの一人である。

## 実績
| チーム | シーズン  | G     | W     | L   | W–L% | シーズン結果       | PG  | PW  | PL  | PW–L% | 最終結果                                      |
| ------ | --------- | ----- | ----- | --- | ---- | ------------------ | --- | --- | --- | ----- | --------------------------------------------- |
| SAS    | 1996-97   | 64    | 17    | 47  | .266 | ミッドウェスト 6位 | —   | —   | —   | —     | プレーオフ不出場                              |
| SAS    | 1997-98   | 82    | 56    | 26  | .683 | ミッドウェスト 2位 | 9   | 4   | 5   | .444  | カンファレンス・セミファイナル敗退(vs.UTA)    |
| SAS    | 1998-99   | 50    | 37    | 13  | .740 | ミッドウェスト 1位 | 17  | 15  | 2   | .882  | 優勝(vs.NYK)                                  |
| SAS    | 1999-2000 | 82    | 53    | 29  | .646 | ミッドウェスト 2位 | 4   | 1   | 3   | .250  | ファーストラウンド敗退(vs.PHO)                |
| SAS    | 2000-01   | 82    | 58    | 24  | .707 | ミッドウェスト 1位 | 13  | 7   | 6   | .538  | カンファレンス・ファイナル敗退(vs.LAL)        |
| SAS    | 2001-02   | 82    | 58    | 24  | .707 | ミッドウェスト 1位 | 10  | 4   | 6   | .400  | カンファレンス・セミファイナル敗退(vs.LAL)    |
| SAS    | 2002-03   | 82    | 60    | 22  | .732 | ミッドウェスト 1位 | 24  | 16  | 8   | .667  | 優勝(vs.BKN)                                  |
| SAS    | 2003-04   | 82    | 57    | 25  | .695 | ミッドウェスト 2位 | 10  | 6   | 4   | .600  | カンファレンス・セミファイナル敗退(vs.LAL)    |
| SAS    | 2004-05   | 82    | 59    | 23  | .720 | サウスウェスト 1位 | 23  | 16  | 7   | .696  | 優勝(vs.DET)                                  |
| SAS    | 2005-06   | 82    | 63    | 19  | .768 | サウスウェスト 1位 | 13  | 7   | 6   | .538  | カンファレンス・セミファイナル敗退(vs.DAL)    |
| SAS    | 2006-07   | 82    | 58    | 24  | .707 | サウスウェスト 2位 | 20  | 16  | 4   | .800  | 優勝(vs.CLE)                                  |
| SAS    | 2007-08   | 82    | 56    | 26  | .683 | サウスウェスト 2位 | 17  | 9   | 8   | .529  | カンファレンス・ファイナル敗退(vs.LAL)        |
| SAS    | 2008-09   | 82    | 54    | 28  | .659 | サウスウェスト 1位 | 5   | 1   | 4   | .200  | ファーストラウンド敗退(vs.DAL)                |
| SAS    | 2009–10   | 82    | 50    | 32  | .610 | サウスウェスト 2位 | 10  | 4   | 6   | .400  | カンファレンス・セミファイナル敗退(vs.PHO)    |
| SAS    | 2010–11   | 82    | 61    | 21  | .744 | サウスウェスト 1位 | 6   | 2   | 4   | .333  | ファーストラウンド敗退(vs.MEM)                |
| SAS    | 2011–12   | 66    | 50    | 16  | .758 | サウスウェスト 1位 | 14  | 10  | 4   | .714  | カンファレンス・ファイナル敗退(vs.OKC)        |
| SAS    | 2012–13   | 82    | 58    | 24  | .707 | サウスウェスト 1位 | 21  | 15  | 6   | .857  | カンファレンス優勝・NBAファイナル敗退(vs.MIA) |
| SAS    | 2013–14   | 82    | 62    | 20  | .756 | サウスウェスト 1位 | 23  | 16  | 7   | .700  | 優勝(vs.MIA)                                  |
| SAS    | 2014–15   | 80    | 55    | 27  | .659 | サウスウェスト 3位 | 7   | 3   | 4   | .429  | ファーストラウンド敗退(vs.LAC)                |
| SAS    | 2015–16   | 82    | 67    | 15  | .817 | サウスウェスト 1位 | 10  | 6   | 4   | .600  | カンファレンス・セミファイナル敗退(vs.OKC)    |
| SAS    | 2016–17   | 82    | 61    | 21  | .744 | サウスウェスト 1位 | 16  | 8   | 8   | .500  | カンファレンス・ファイナル敗退(vs.GSW)        |
| SAS    | 2017–18   | 82    | 47    | 35  | .573 | サウスウェスト3位  | 5   | 1   | 4   | .200  | ファーストラウンド敗退(vs.GSW)                |
| SAS    | 2018–19   | 82    | 48    | 34  | .585 | サウスウェスト2位  | 7   | 3   | 4   | .429  | ファーストラウンド敗退(vs.DEN)                |
| SAS    | 2019–20   | 71    | 32    | 39  | .451 | サウスウェスト4位  | —   | —   | —   | —     | プレーオフ不出場                              |
| SAS    | 2020–21   | 72    | 33    | 39  | .458 | サウスウェスト3位  | —   | —   | —   | —     | プレーオフ不出場                              |
| SAS    | 2021–22   | 82    | 34    | 48  | .415 | サウスウェスト4位  | —   | —   | —   | —     | プレーオフ不出場                              |
| SAS    | 2022–23   | 82    | 22    | 60  | .268 | サウスウェスト5位  | —   | —   | —   | —     | プレーオフ不出場                              |
| SAS    | 2023–24   | 82    | 22    | 60  | .268 | サウスウェスト5位  | —   | —   | —   | —     | プレーオフ不出場                              |
| 通算   | 通算      | 2,209 | 1,388 | 821 | .628 |                    | 284 | 170 | 114 | .599  |                                               |

### ナショナルチーム
| チーム   | 開催年 | G  | W  | L | W–L% | トーナメント                               | TG | TW | TL | PW–L% | 結果     |
| -------- | ------ | -- | -- | - | ---- | ------------------------------------------ | -- | -- | -- | ----- | -------- |
| アメリカ | 2019   | 12 | 9  | 3 | .750 | 2019年FIBAバスケットボール・ワールドカップ | 8  | 6  | 2  | .750  | 7位      |
| アメリカ | 2021   | 10 | 7  | 3 | .700 | 2020年東京オリンピック                     | 6  | 5  | 1  | .833  | 金メダル |
| 通算     | 通算   | 22 | 16 | 6 | .727 |                                            | 14 | 11 | 3  | .786  |          |

Source: